# فیض‌آباد (ترینیداد و توباگو)
فیض‌آباد شهری در جنوب غرب جزیره ترینیداد، در ۱۳ کیلومتری جنوب سان فرناندو، غرب سیپاریا و شمال شرق پوینت فورتین در کشور ترینیداد و توباگو است. این شهر از روی فیض‌آباد هند اینگونه نامیده شده‌است. در محاوره از آن به نام «فیضو» یاد می‌شود.